# Мрежичко
Мрежичко (мкд. Мрежичко) је насеље у Северној Македонији, у јужном делу државе. Мрежичко је насеље у оквиру општине Кавадарци.

## Географија
Мрежичко је смештено у јужном делу Северне Македоније, близу државне границе са Грчком - 9 km јужно од насеља. Од најближег већег града, Кавадараца, насеље је удаљено 40 km јужно.
Насеље Мрежичко се налази у историјској области Витачево, која је у овом делу изразито планинска. Село је положено изнад долине потока Бласнице. Јужно од насеља уздиже се планина Кожуф, а западно планина Козјак. Насеље је положено на приближно 560 метара надморске висине. 
Месна клима је планинска због знатне надморске висине.

## Становништво
Мрежичко је према последњем попису из 2002. године имало 32 становника.
Већинско становништво у насељу су етнички Македонци (97%).
Претежна вероисповест месног становништва је православље.